# Thomastown
Thomastown es una localidad situada en el condado de Kilkenny de la provincia de Leinster (República de Irlanda), con una población en 2016 de 2445 habitantes.
Se encuentra ubicada al sureste del país, a orillas del río Nore.